# Březina (okres Mladá Boleslav)

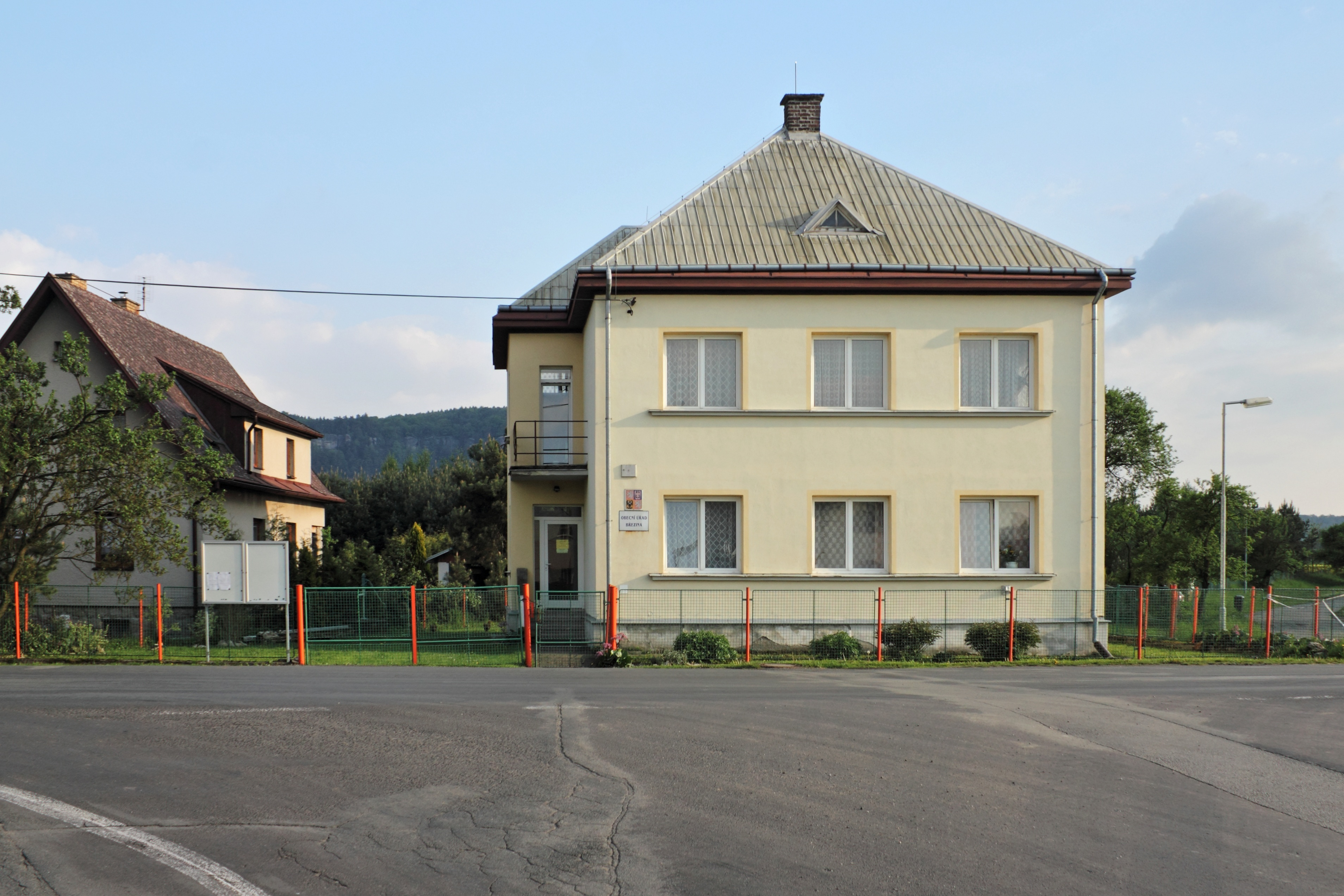
Obecní úřad Březina

Obec Březina (katastrální území Březina u Mnichova Hradiště, německy Birkicht) se nachází v okrese Mladá Boleslav, kraj Středočeský, na levém břehu řeky Jizery pod ústím říčky Žehrovky. Rozkládá se asi devatenáct kilometrů severovýchodně od Mladé Boleslavi, šest kilometrů severovýchodně od města Mnichovo Hradiště a deset kilometrů jihozápadně od Turnova. Z turistického hlediska patří do velmi atraktivní oblasti Českého ráje. Žije zde 439 obyvatel.

## Historie
První písemná zmínka o obci pochází z roku 1225.

### Územněsprávní začlenění
Dějiny územněsprávního začleňování zahrnují období od roku 1850 do současnosti. V chronologickém přehledu je uvedena územně administrativní příslušnost obce v roce, kdy ke změně došlo:
- 1850 země česká, kraj Jičín, politický okres Mladá Boleslav, soudní okres Mnichovo Hradiště[4]
- 1855 země česká, kraj Mladá Boleslav, soudní okres Mnichovo Hradiště[4]
- 1868 země česká, politický i soudní okres Mnichovo Hradiště[4]
- 1939 země česká, Oberlandrat Jičín, politický i soudní okres Mnichovo Hradiště[5]
- 1942 země česká, Oberlandrat Praha, politický okres Mladá Boleslav, soudní okres Mnichovo Hradiště[6]
- 1945 země česká, správní i soudní okres Mnichovo Hradiště[7]
- 1949 Liberecký kraj, okres Mnichovo Hradiště[8]
- 1960 Středočeský kraj, okres Mladá Boleslav[9]

### Rok 1932
Ve vsi Březina s 584 obyvateli v roce 1932 byly evidovány tyto živnosti a obchody: autodoprava, cihelna, 4 hostince, kamenický závod, kamenoprůmysl, kolář, konsum, kovář, 3 krejčí, mlýn, nožíř, 2 obuvníci, 5 rolníků, 2 obchody se smíšeným zbožím, spořitelní a záložní spolek, stavitel, 2 trafiky, velkostatek, zámečník, obchod se zemskými plodinami.

## Pamětihodnosti
- Kostel svatého Vavřince v severní části vesnice
- Kovárna v jižní části vesnice
- Výklenková kaplička na západní straně návsi
- Fara
- Přírodní rezervace Žabakor, rybník, jenž je významným hnízdištěm vodního ptactva
- Přírodní rezervace Příhrazské skály
- Dub u Oběšence, památný strom

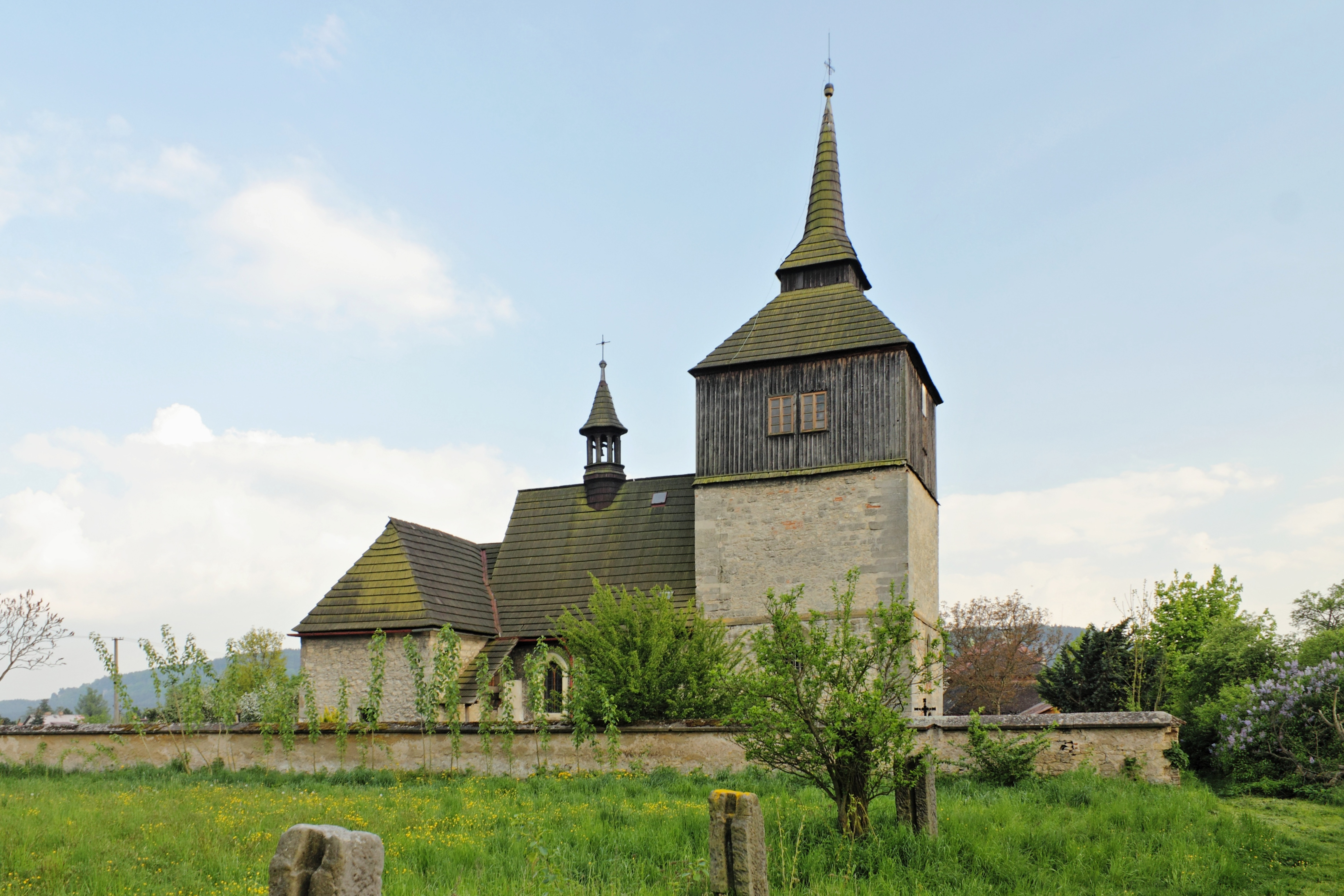
Kostel sv. Vavřince
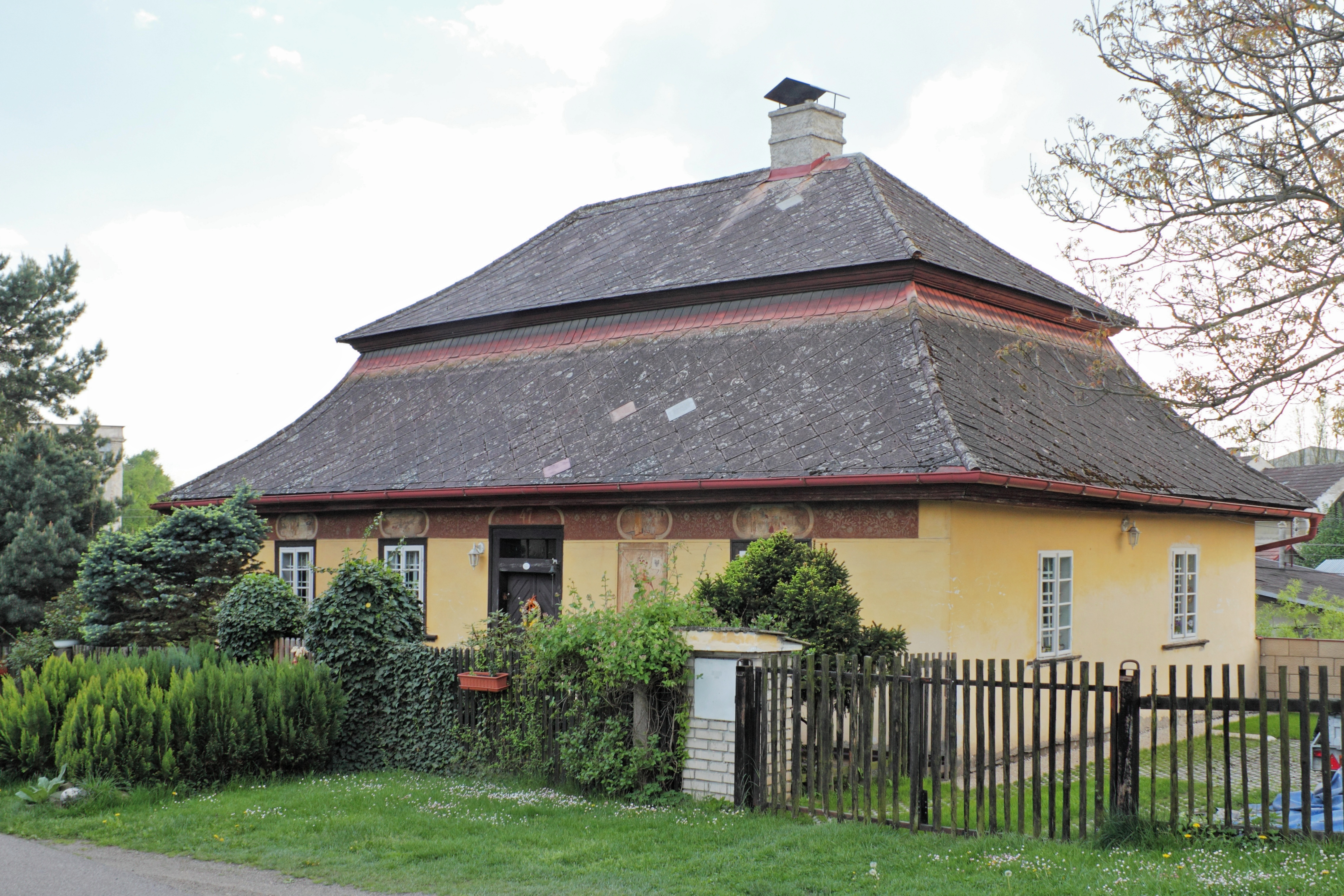
Fara
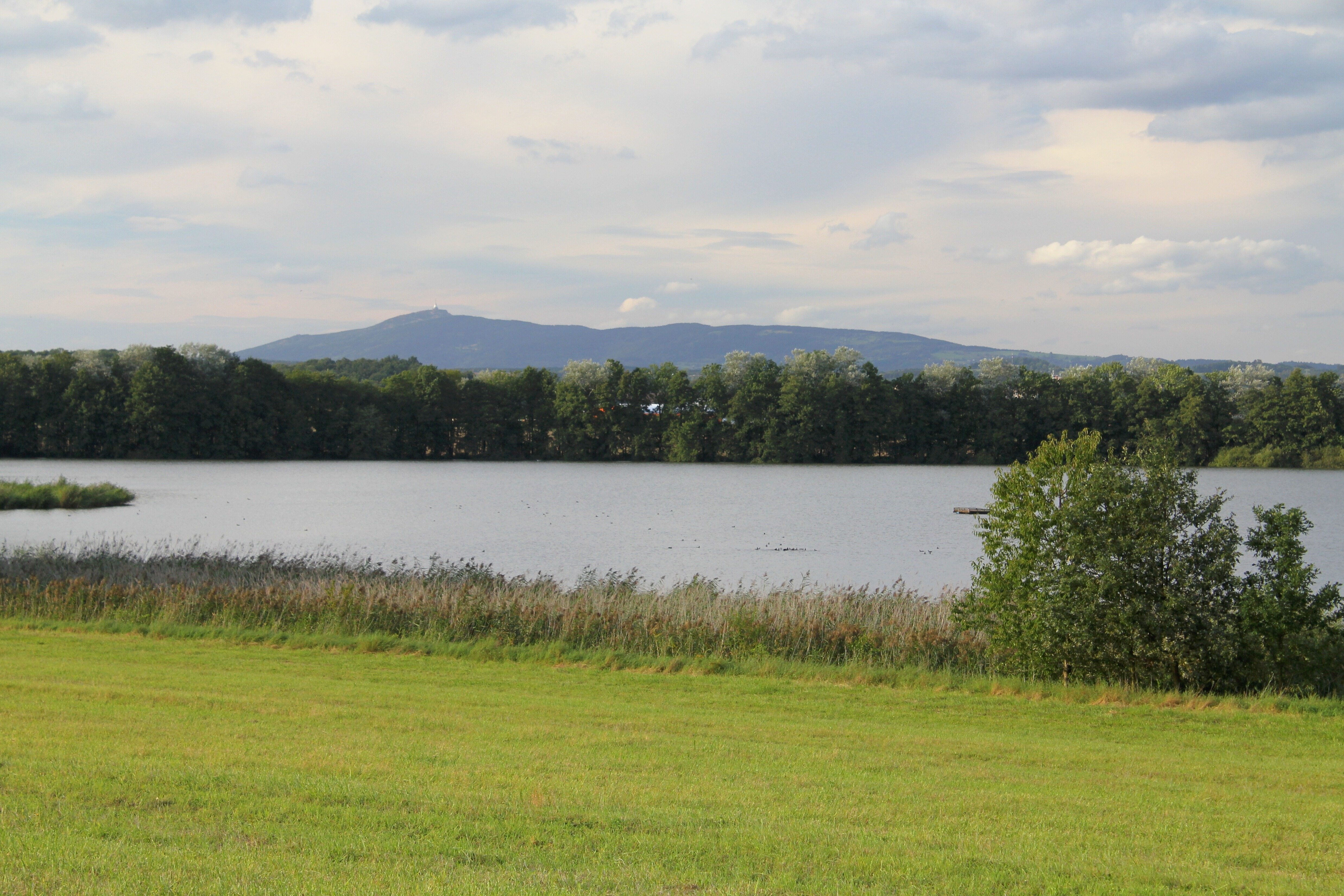
Žabakor

## Doprava
Silniční doprava

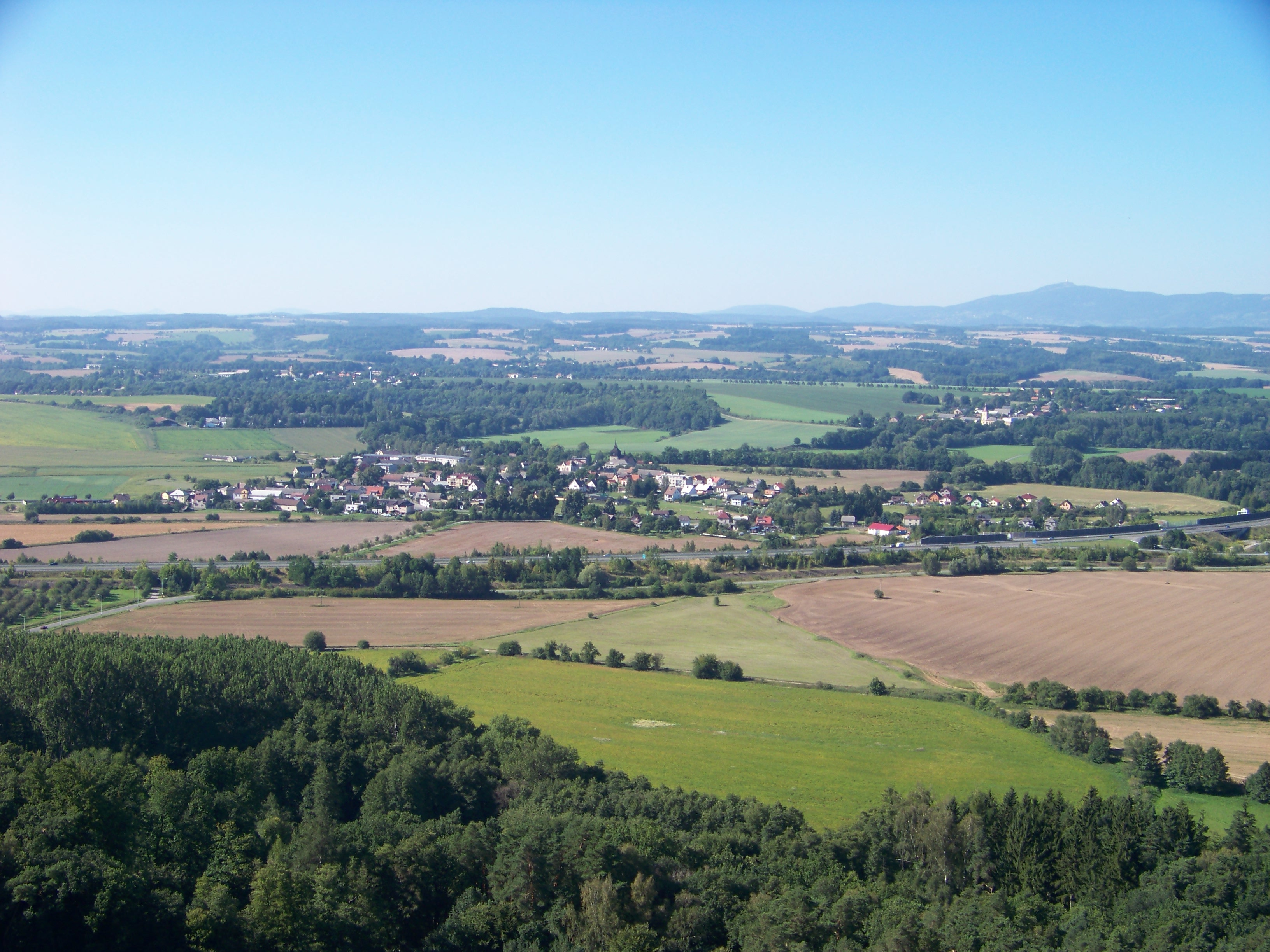
Březina z Příhrazských skal, v popředí dálnice D10

Okolo obce vede dálnice D10 Praha – Mladá Boleslav – Turnov s exitem 63. Přímo obcí prochází silnice II/610 Praha – Mladá Boleslav – Mnichovo Hradiště – Březina – Turnov.
Železniční doprava
Obec Březina leží na železniční trati 070 Praha – Mladá Boleslav – Turnov. Jedná se o jednokolejnou celostátní trať, doprava byla na trati zahájena roku 1865. Po trati 070 jezdí osobní vlaky i rychlíky, v pracovních dnech roku 2011 je to obousměrně 5 rychlíků, 1 spěšný a 10 osobních vlaků. Na území obce leží železniční zastávka Březina nad Jizerou, rychlíky jí projíždějí.
Autobusová doprava
Obcí projížděly v květnu 2011 autobusové linky do těchto cílů: Liberec, Mladá Boleslav, Mnichovo Hradiště, Turnov.

## Části obce
- Březina
- Honsob

Od 1. ledna 1980 do 31. prosince 1987 k obci patřil i Sychrov.